# Zhang Zhaoxu
Zhang Zhaoxu (18 de novembro de 1987) é um basquetebolista profissional chinês.

## Carreira
Zhang Zhaoxu integrou a Seleção Chinesa de Basquetebol em Londres 2012, terminando na décima-segunda posição.